# Pravets (huyện)
Pravets là một huyện thuộc tỉnh Sofia, Bungaria. Dân số thời điểm năm 2001 là 8995 người.